# 中環碼頭巴士總站
中環碼頭巴士總站（英語：Central (Ferry Piers) Bus Terminus）位於香港香港島中西區中環民光街、民耀街交界中環6號碼頭外，是一個巴士總站，位於中環六號碼頭對面。

## 車站配置

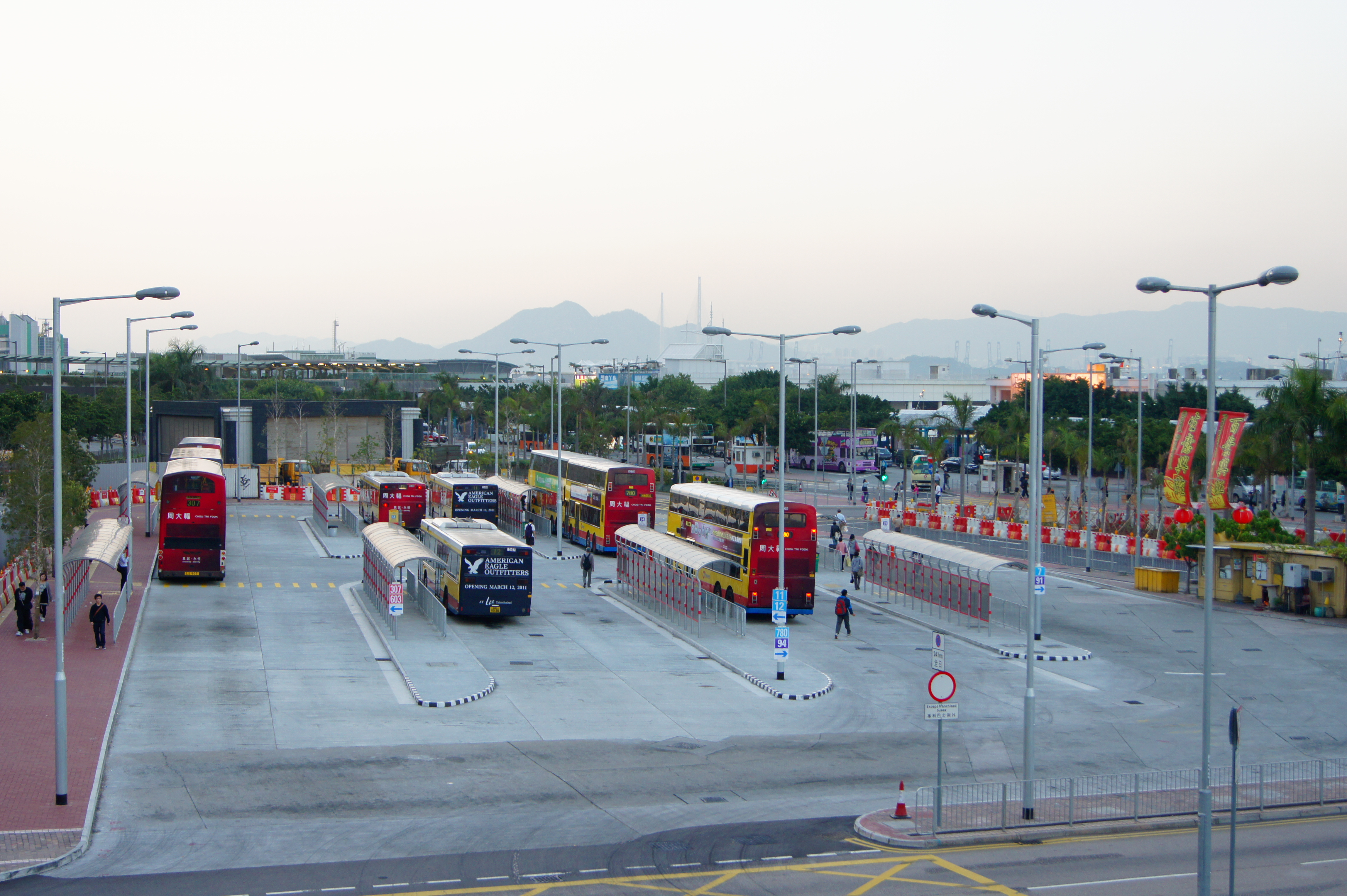
2011年的中環碼頭巴士總站

- 現時總站有四條雙坑，780、11、307、603、91、94、7全部使用雙坑。

## 總站的巴士路線資料

### 城巴7號線
- 石排灣 ↔ 中環碼頭

該路線是香港第一條巴士路線，由1921年起營運至今。

### 城巴11、511線
11
- 中環碼頭 ↺ 渣甸山

提供渣甸山來往銅鑼灣、灣仔、金鐘及中環的巴士服務，於1954年10月1日起投入服務。
511
- 大坑徑 → 中環碼頭

1994年5月16日投入服務，現由城巴營運，輔助11線的服務。

### 城巴71P線
- 深灣 → 中環碼頭

該路線提供深灣、香港仔及田灣前往薄扶林道、上環及中環渡輪碼頭的巴士服務，於1982年11月16日起投入服務，只於平日上午繁忙時間提供服務，為城巴71線的特別班次。

### 城巴91線
- 鴨脷洲邨 ↔ 中環碼頭
- 海怡半島（美康閣） → 中環碼頭(特別班次)

該路線提供鴨脷洲邨、利東邨及香港仔來往薄扶林道、上環及中環渡輪碼頭的巴士服務，於1982年11月16日起投入服務。

### 過海隧道巴士307線
- 大埔中心 ↔ 中環碼頭

於1990年代初期，為舒緩漸趨飽和的九廣東鐵及地鐵，運輸署、九巴及中巴建議開辦多條由新界往港島的早晨特別線，而該路線在計劃之時，原本命名為304號線，最後正名為307號線，於1991年8月12日起投入服務。

### 過海隧道巴士603、603P線
603
- 平田 ↔ 中環渡輪碼頭

該路線提供藍田及油塘一帶來往灣仔及中環的特快過海隧巴服務，回程並途經金鐘及銅鑼灣，該線早於東隧未通車時便已計劃開辦，原稱403，來往油塘及灣仔，但東區海底隧道通車後，卻沒有立即開辦，直至藍田南部的碧雲道一帶開始發展，該處公屋及居屋開始入伙，才正式開辦，並正名為603，由九巴獨家經營，於1994年6月30日起投入服務。
603P
- 中環渡輪碼頭 → 平田

2000年8月31日起投入服務，是603線的特快班次，不經銅鑼灣一帶。

### 過海隧道巴士N681線
- 中環碼頭 → 馬鞍山市中心

### 城巴722線
- 耀東邨 ↺ 中環碼頭

該路線提供耀東邨來往灣仔及中環的特快巴士服務，是老牌東區走廊特快路線，於1984年6月8日配合東區走廊第1期（銅鑼灣至太古城段）通車投入服務，初時來往鰂魚涌及金鐘站，祇於平日繁忙時間提供服務，1995年2月4日起延長至耀東邨，2010年5月15日起，起訖點改為此站。

### 城巴780、780P線
780
- 柴灣（東） ↔ 中環碼頭

該路線提供柴灣來往灣仔及中環的特快巴士服務，是老牌東區走廊特快路線，於1984年6月8日配合東區走廊第1期（銅鑼灣至太古城段）通車投入服務，初時來往柴灣（新廈街）及中環（永和街），祇於平日繁忙時間及假日日間提供服務，1985年6月22日起配合常安街的柴灣（東）巴士總站啟用而遷往該處。
780P
- 興華邨 → 中環碼頭

於2004年5月31日投入服務，取代原有的新巴781線，只於平日上午繁忙時間提供服務，為城巴780線的特別班次。

## 外部連結
- 中環碼頭巴士總站 （页面存档备份，存于），城巴